# Nikolay Ivanovich Ryzhkov
Nikolai Ivanovich Ryzhkov (tiếng Nga: Николай Иванович Рыжков; 28 tháng 9 năm 1929 – 28 tháng 2 năm 2024), hay Mikola Ivanovich Rizhkov (tiếng Ukraina: Микола Іванович Рижков), là một chính khách Liên Xô gốc Ukraina, sau phục vụ Liên bang Nga sau khi Liên Xô sụp đổ. Ông là Chủ tịch Hội đồng Bộ trưởng Liên Xô cuối cùng (sau đó chức vụ được đổi thành Thủ tướng năm 1991). Ông chịu trách nhiệm quản lý văn hóa và kinh tế của Liên Xô trong thời kỳ cuối Gorbachev. Năm 1991, Valentin Pavlov thay thế ông làm lãnh đạo chính phủ. Cùng năm, ông bị miễn nhiệm khỏi Hội đồng Tổng thống Liên Xô, trở thành đối thủ của Boris Yeltsin trong cuộc bầu cử Tổng thống năm 1991 tại Cộng hòa Xã hội Chủ nghĩa Xô viết Liên bang Nga.
Ryzhkov sinh tại thành phố Shcherbynivka, Cộng hòa Xã hội Chủ nghĩa Xô viết Ukraina (nay là Toretsk, Ukraina) năm 1929. Sau khi tốt nghiệp vào những năm 1950, ông bắt đầu làm việc vào những năm 1970 và bắt đầu sự nghiệp chính trị của mình trong ngành công nghiệp địa phương, một phần của Bộ Công nghiệp Liên Xô. Trong năm 1979 Ryzhkov ông được bổ nhiệm làm Phó Chủ tịch thứ nhất Ủy ban Kế hoạch Nhà nước. Sau khi Nikolai Tikhonov từ chức Chủ tịch Hội đồng Bộ trưởng Liên Xô, Ryzhkov được bầu thay thế. Trong nhiệm kỳ của mình, ông hỗ trợ Mikhail Gorbachev cải cách kinh tế Liên Xô.
Ông được bầu làm Đại biểu Duma Quốc gia Liên bang Nga tháng 12/1995 với tư cách là thành viên không đảng phái, Ryzhkov đã lãnh đạo khối Quyền lực Nhân dân, sau đó làm lãnh đạo Hội Liên hiệp Nhân dân yêu nước Nga cùng Gennady Zyuganov. Ngày 17/9/2003, ông từ chức khỏi ghế ở Duma và trở thành Đại biểu của Hội đồng Liên bang. Do cuộc khủng hoảng Krym, ông bị Mỹ và Canada áp đặt lệnh trừng phạt ngày 17/3/2014.
Ông qua đời ở tuổi 94 tại Moskva vào ngày 28 tháng 2 năm 2024.

## Đầu đời
Ryzhkov sinh ngày 28/9/1929 tại Dzerzhynsk, Ukraina. Ông tốt nghiệp Học viện Bách kho Ural năm 1959. Ông là nhà kỹ trị, bắt đầu công việc thợ hàn sau đó kỹ sư trưởng Nhà máy Uralmash Sverdlovsk, sau đó, trong khoảng thời gian từ 1970-1975, ông làm Giám đốc Nhà máy Sản xuất Hỗn hợp Uralmash. Ryzhkov gia nhập Đảng Cộng sản Liên Xô (ĐCSLX) năm 1956. Ông được chuyển đến Moskva năm 1975 và được bổ nhiệm vào vị trí Thứ trưởng thứ nhất của Bộ Xây dựng máy giao thông và hạng nặng. Ryzhkov trở thành Phó Chủ tịch Ủy ban Kế hoạch Nhà nước năm 1979 và được bầu làm Ủy viên Trung ương Đảng Cộng sản Liên Xô năm 1981. Ông là một trong số thành viên của lãnh đạo Liên Xô thuộc nhóm "Andrei Kirilenko".
Yuri Andropov bổ nhiệm Ryzhkov làm Trưởng ban Ban Kinh tế Trung ương Đảng Cộng sản Liên Xô khi ông chịu trách nhiệm giám sát các cơ quan kế hoạch và tài chính, trừ ngành công nghiệp. Là người đứng đầu Ban, ông báo cáo trực tiếp với Mikhail Gorbachev và là người đứng đầu Ban Kinh tế Trung ương Đảng khi ông phải gặp Andropov hàng tuần. Ryzhkov tin rằng Andropov có thể sống thêm hơn 5 năm nữa, và muốn Liên Xô được cải cách kinh tế như đã thực hiện tại Trung Quốc. Trong thời gian Konstantin Chernenko lãnh đạo, giữa Ryzhkov và Gorbachev đã xây dựng một số biện pháp cải cách, đôi khi phải đối mặt với sự phản đối từ Chernenko.
Khi Gorbachev nắm quyền, Nikolai Tikhonov, Chủ tịch Hội đồng Bộ trưởng Liên Xô, được bầu làm Chủ tịch Ủy ban Cải thiện Quản lý Hệ thống. Chức danh Chủ tịch mang tính chất danh dự, Ryzhkov làm Phó Chủ tịch nhưng nắm phần lớn quyền lực. Cùng với Yegor Ligachev, Ryzhkov trở thành Ủy viên Dự khuyết Bộ Chính trị ngày 23/4/1985 trong nhiệm kỳ Gorbachev làm Tổng Bí thư. Ryzhkov đã thay thế Tikhonov ngày 27/9/1985.

## Lãnh đạo

### Sự kiện chính trị
Sau thảm họa Chernobyl, cùng Yegor Ligachev, Ryzhkov đến thăm nhà máy bị tê liệt trong thời gian từ ngày 2–3/5/1986. Theo lệnh của Ryzhkov, chính quyền đã sơ tán người dân trong bán kính 30 kilômét (19 mi) tính từ nhà máy. Bán kính 30 km là một phỏng đoán hoàn toàn ngẫu nhiên và sau đó cho rằng một số khu vực bị nhiễm chất phóng xạ, chính quyền tiếp tục sơ tán với phạm vi rộng hơn.
Sau trận động đất năm 1988 tại Cộng hòa Xã hội chủ nghĩa Xô viết Armenia (Armenia Xô Viết), Ryzhkov hứa sẽ xây dựng lại thành phố Spitak trong vòng 2 năm. Một Ủy ban của Bộ Chính trị được thành lập để hỗ trợ hướng dẫn cho Chính quyền Armenia Xô và Ryzhkov được bầu làm Chủ tịch. Ủy ban sau đó đã đi đến Armenia Xô để đánh giá thiệt hại do trận động đất gây ra. Trong chuyến thăm tiếp theo của Gorbachev tới Armenia Xô và nhận thức được cảm giác của địa phương sau thảm họa, Ryzhkov đã thuyết phục Gorbachev từ bỏ việc sử dụng xe Limousine của mình để đi phương tiện giao thông công cộng. Khi Gorbachev rời Armenia Xô, Ryzhkov vẫn điều phối chiến dịch giải cứu và thực hiện một số lần xuất hiện trên truyền hình để tăng vị thế của ông trong giới lãnh đạo Liên Xô và người dân nói chung. Với vị thế của mình được tăng cường, vào ngày 19 tháng 7 năm 1988, tại Hội nghị Trung ương, Ryzhkov chỉ trích gần như mọi chính sách của Gorbachev, cam kết thêm rằng với tư cách là Bí thư Trung ương Đảng, ông sẽ dành nhiều thời gian hơn cho Đảng. Cuối cùng, Ryzhkov thất bại trong lời hứa xây dựng lại Spitak, một phần do các vấn đề kinh tế của Liên Xô, và một phần do nhiều tòa nhà thời Xô viết của thành phố không được thiết kế để bảo vệ khỏi động đất, khiến việc tái thiết của họ trở nên khó khăn hơn.

### Chính sách kinh tế
Nhà lịch sử Jerry F. Hough lưu ý rằng Gorbachev đối xử với Ryzhkov và những nỗ lực cải cách của ông cũng tệ như Leonid Brezhnev đối xử với Alexei Kosygin, thời gian làm Chủ tịch Hội đồng Bộ trưởng Liên Xô, trong thời kỳ Brezhnev. Brezhnev thường không đồng tình với cải cách kinh tế Liên Xô năm 1965.